# Hoher Rat der Niederlande

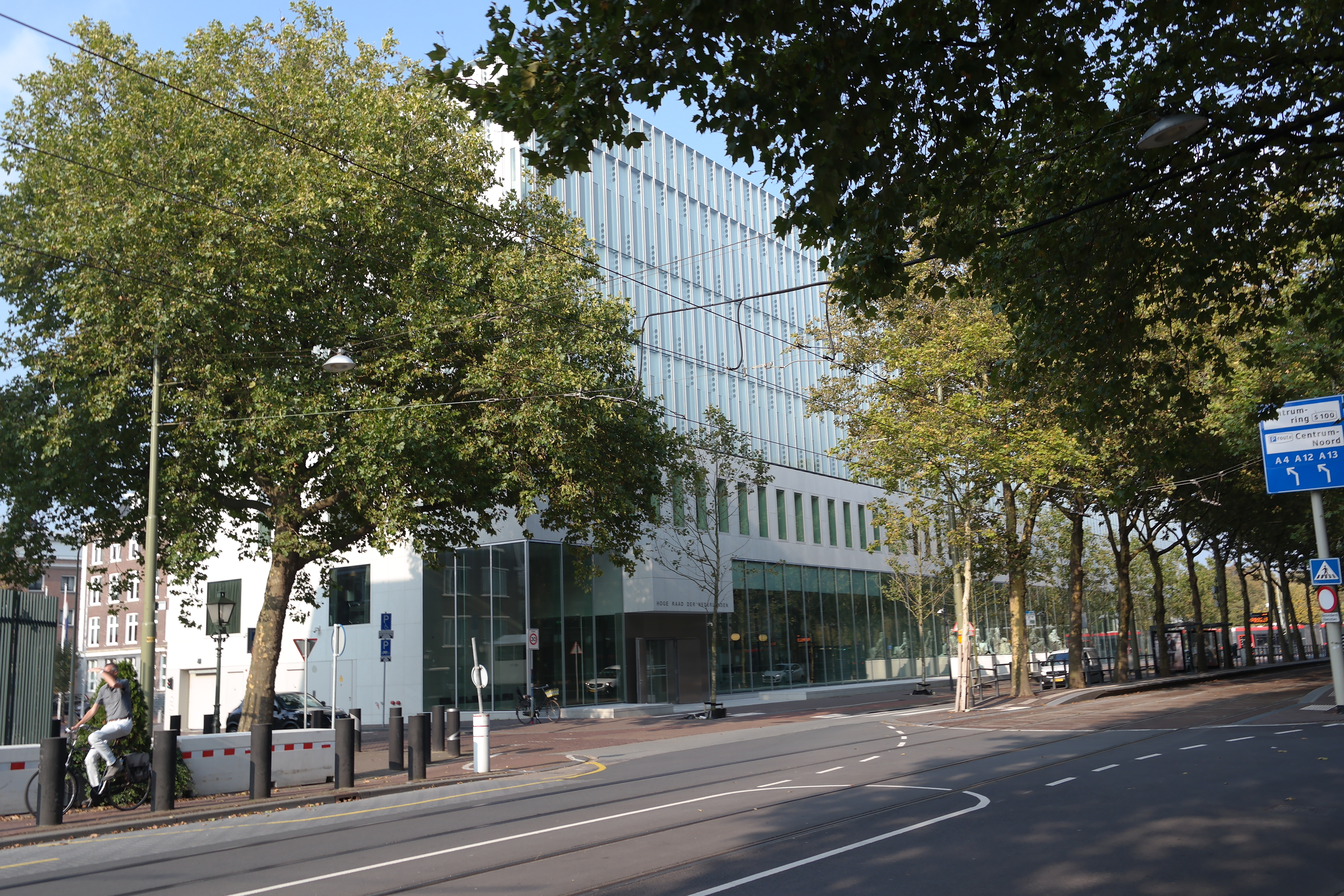
Hauptgebäude des Hohen Rates an der Korte Voorhout in Den Haag

Der Hohe Rat der Niederlande (niederländisch Hoge Raad der Nederlanden) ist das oberste Gericht des Königreichs der Niederlande in den Bereichen des Zivil-, Straf- und Steuerrechts. Hauptaufgabe ist die Wahrung der Einheit und der Entwicklung der Rechtsordnung. 
Der Rat hat seinen Sitz in Den Haag. Das Hauptgebäude an der Korte Voorhout ist ein Entwurf von Kaan Architecten.

## Zusammensetzung
Die Mitglieder werden – ebenso wie die anderen Mitglieder der Justizorgane – auf königlichen Erlass ernannt. Entgegen dem üblichen Verfahren geht dieser Ernennung ein Dreiervorschlag der Zweiten Kammer voraus, aus dem die Regierung eine Entscheidung trifft. Der Vorschlag der Zweiten Kammer beruht wiederum auf einer vom Hohen Rat selbst erstellten Empfehlungsliste von sechs Personen. Die Regierung ernennt erfahrungsgemäß den ersten vorgeschlagenen Kandidaten. Die Ernennung der Mitglieder erfolgt also durch Kooptation: Die bereits ernannten Mitglieder des Hohen Rates bestimmen die für die Ernennung infrage kommende Personen.
Die Richter sind auf Lebenszeit ernannt, treten aber mit 70 Jahren in den Ruhestand.
Der Hohe Rat besteht aus einem Präsidenten, sieben Vizepräsidenten und etwa 30 ordentlichen und 15 außerordentlichen Ratsherren (raadsheren, auch für Frauen).

## Zuständigkeit
Der Hohe Rat ist zuständig für Rechtsmittel gegen Berufungsurteile der Obergerichte (gerechtshof). Das Rechtsmittel heißt (beroep in) cassatie und entspricht der Revision im deutschen oder österreichischen Recht. Dabei untersucht der Hohe Rat nicht noch einmal die tatsächlichen Umstände des Falles, sondern überprüft lediglich die Auslegung und Anwendung des Rechts durch die vorherige Instanz sowie die Begründung des Urteils der Vorinstanz auf ihre Richtigkeit.
Der Hohe Rat ist auch letztinstanzlich zuständig für Rechtsmittel gegen Entscheidungen der Appellationsgerichte von Aruba, Curaçao und Sint Maarten.